# Adolf von Brüning

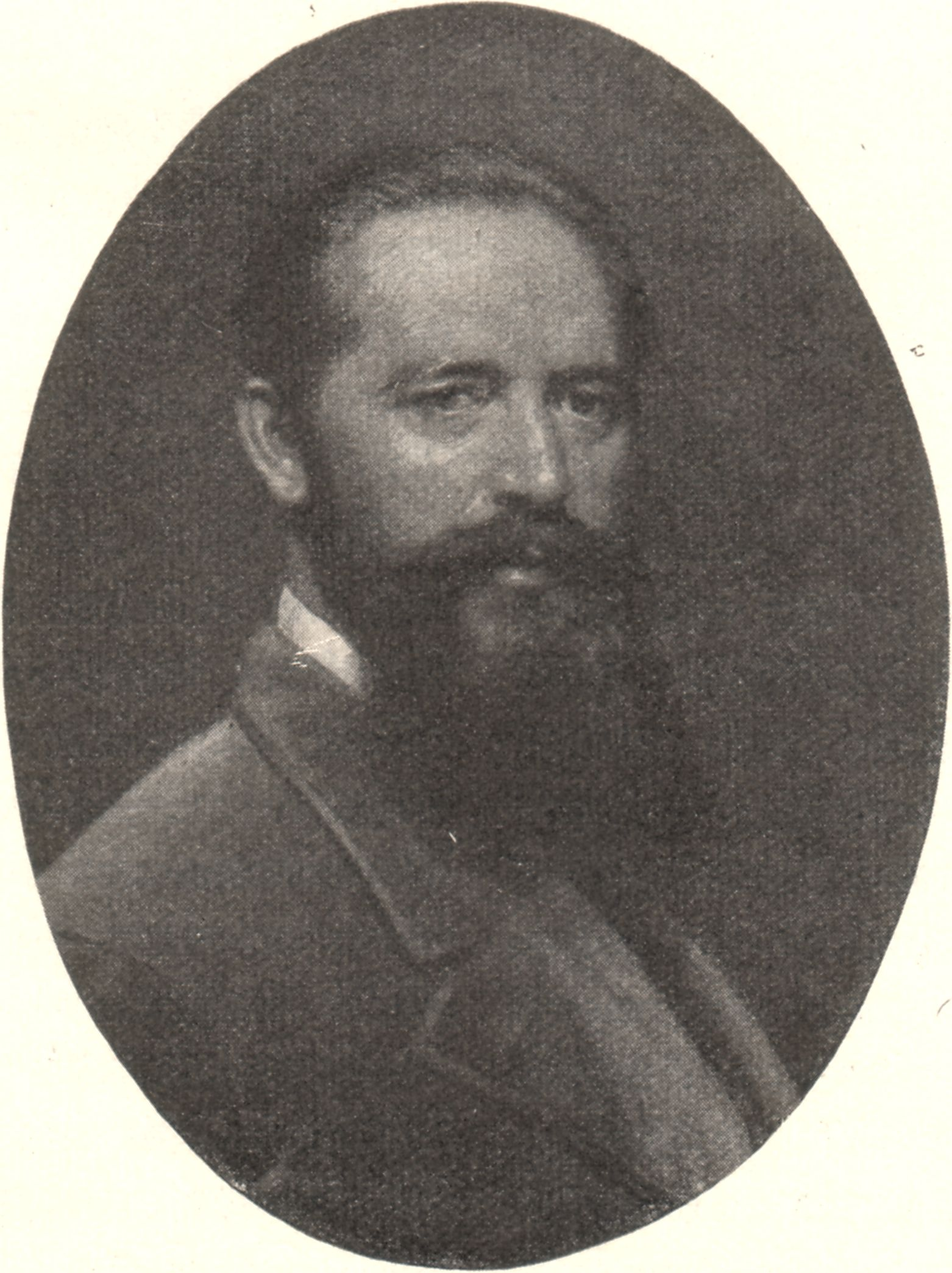
Adolf von Brüning

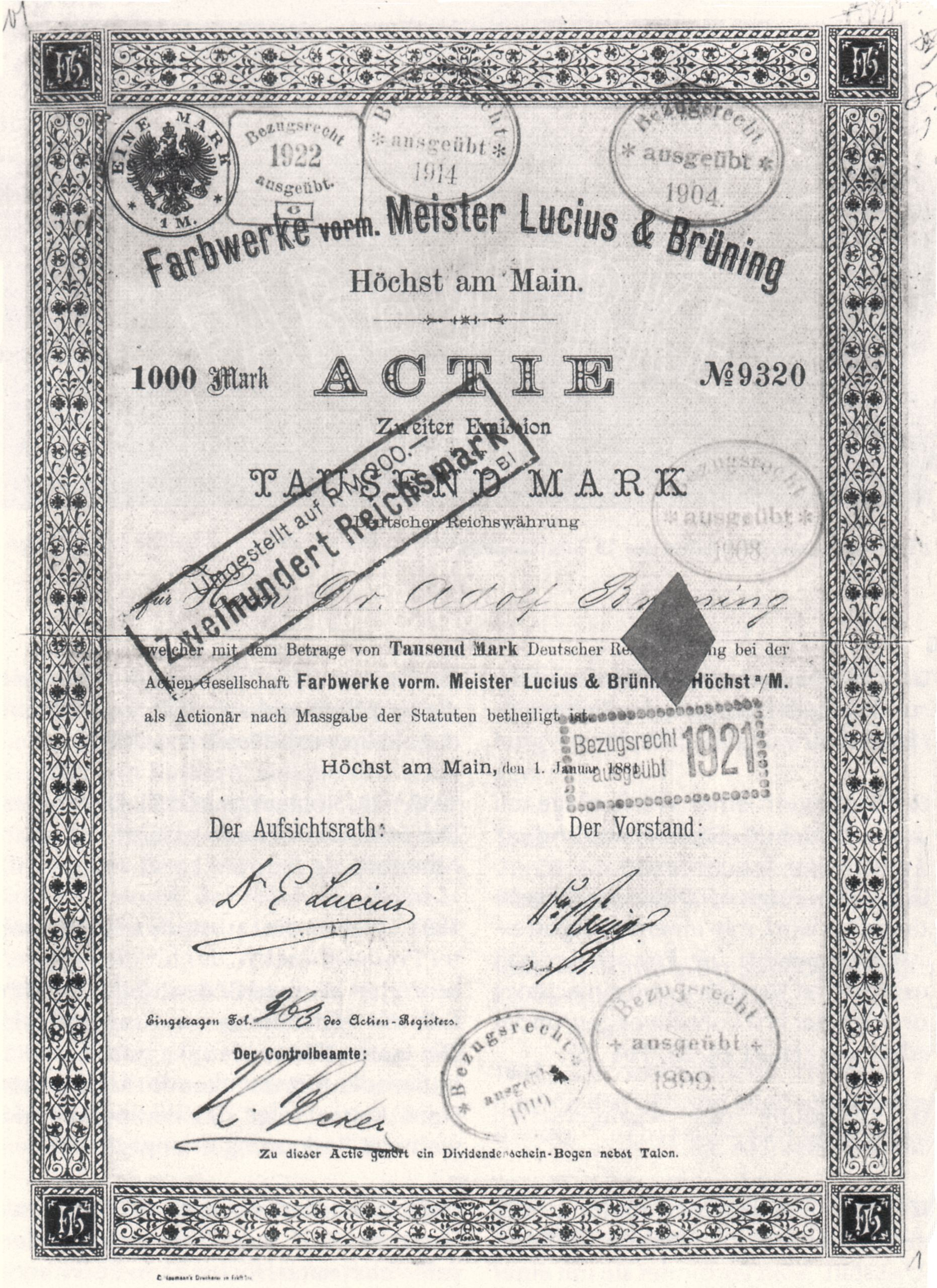
Auf Adolf von Brüning ausgestellte Aktie der Farbwerke aus dem Jahr 1881

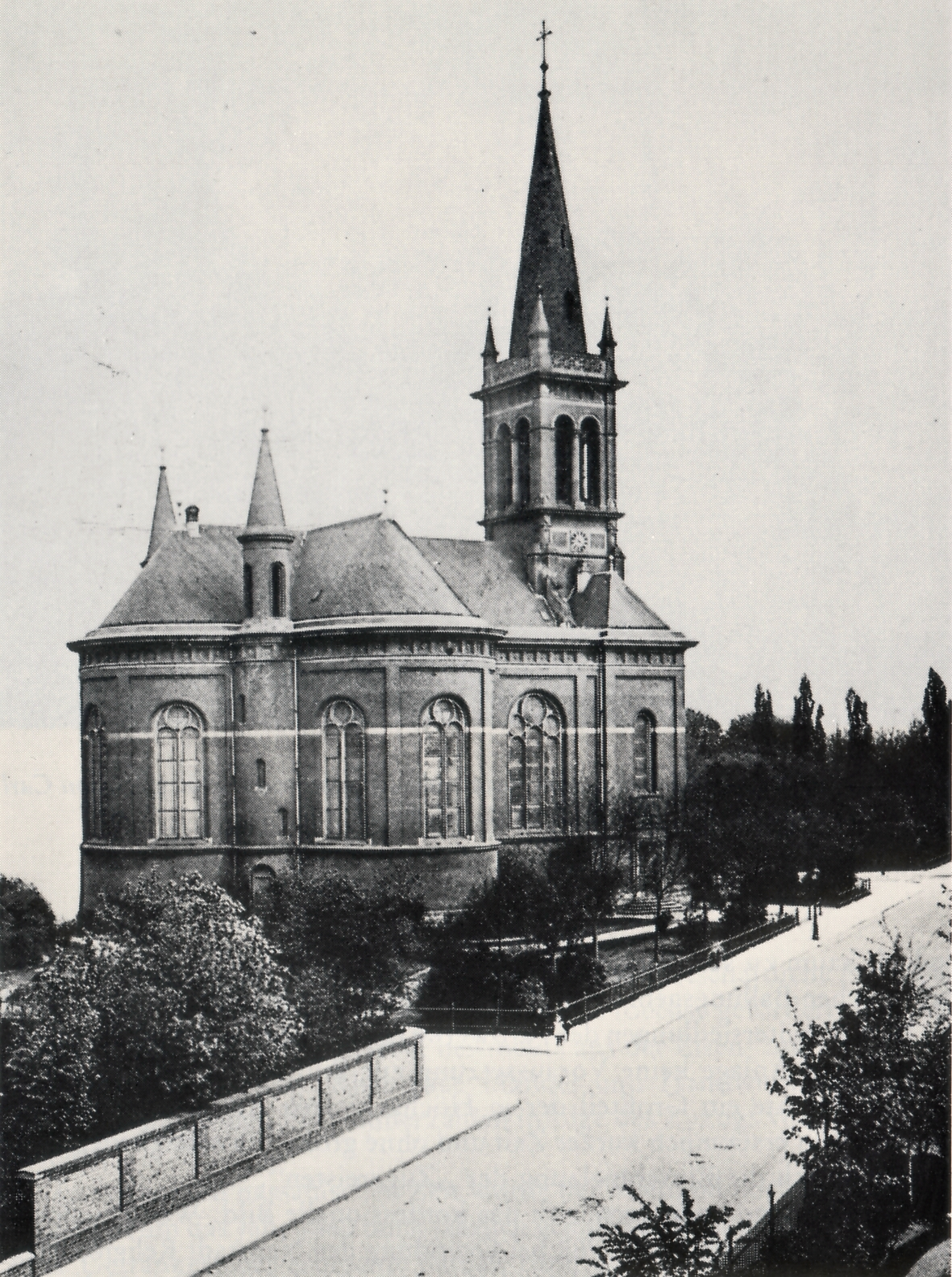
Evangelische Stadtkirche Höchst im Jahr 1905

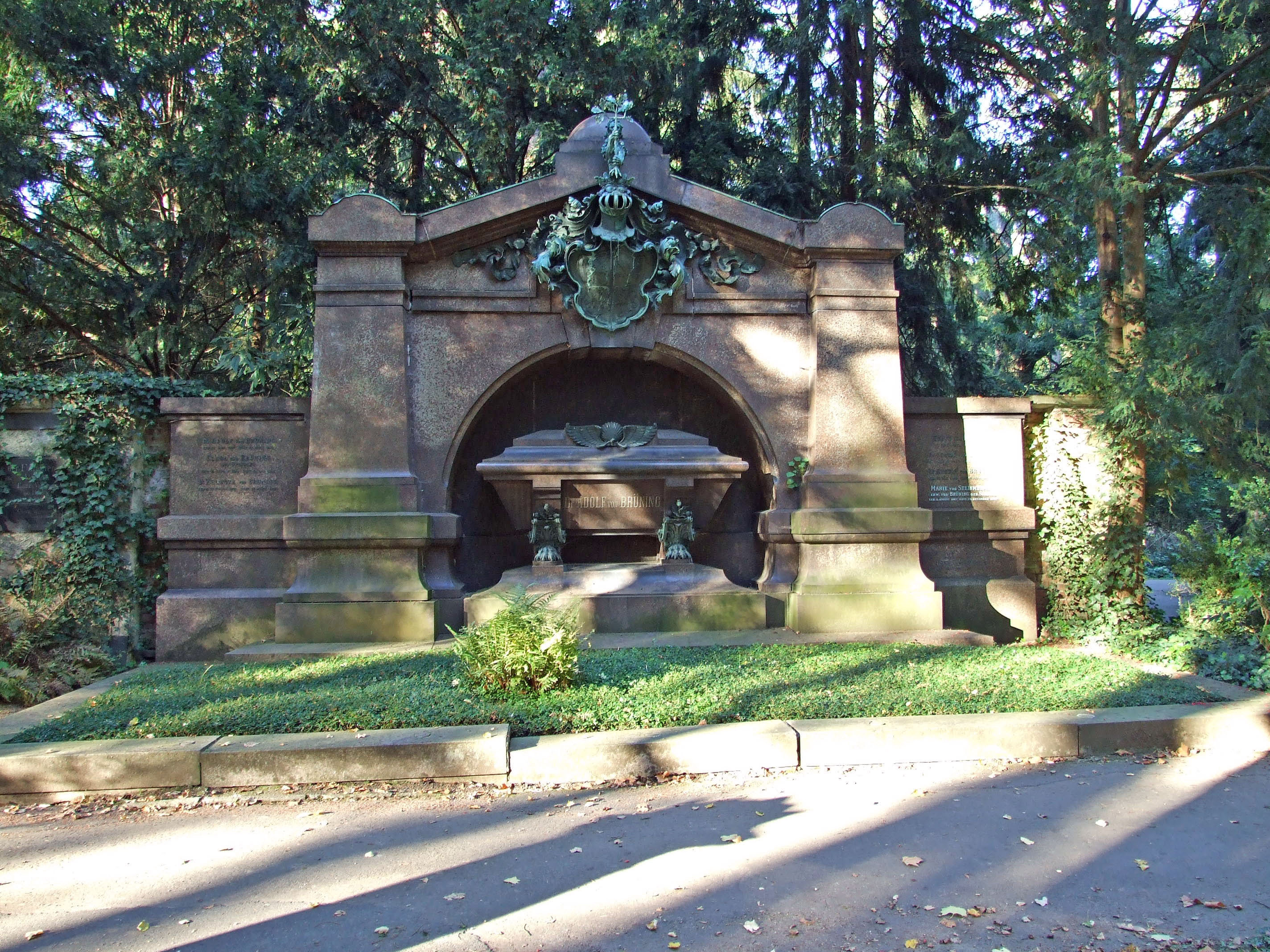
Grabmal Brünings auf dem Frankfurter Hauptfriedhof

Johann Adolf Brüning (seit 1883 von Brüning, * 16. Januar 1837 in Ronsdorf (heute Stadtteil von Wuppertal); † 21. April 1884 in Frankfurt am Main) war ein deutscher Industrieller, Chemiker und Politiker.

## Leben und Werk
Brüning besuchte das Gymnasium in Elberfeld und studierte nach dem Abitur von 1854 bis 1856 Chemie bei Carl Remigius Fresenius in Wiesbaden. 1856/57 wechselte er an die Technische Hochschule Christiania zu Adolph Strecker, 1858/59 nach Heidelberg zu Robert Bunsen. Dazwischen absolvierte er 1857/58 seinen Wehrdienst als Einjährig-Freiwilliger bei einem reitenden Feldartillerie-Regiment in Berlin.
Im März 1859 wurde er promoviert und trat anschließend in das Berliner Unternehmen W. Spindler ein, eine Färberei, Textildruckerei und chemische Reinigung. 1862 bot ihm sein Studienfreund Eugen Lucius an, gemeinsam mit ihm, Carl Friedrich Wilhelm Meister und Ludwig August Müller eine Anilinfarbenfabrik im damals nassauischen Höchst am Main zu gründen. Da die Freie Stadt Frankfurt keine Industrie innerhalb ihrer Grenzen duldete, mussten sich die damals in rascher Folge entstehenden chemischen Fabriken in den Gemeinden flussauf- und flussabwärts von Frankfurt ansiedeln.
Brüning heiratete am 14. Juli 1863 in Berlin Clara Spindler (1843–1909), die Tochter seines bisherigen Chefs Wilhelm Spindler, und übersiedelte mit ihr nach Höchst. Aus der Ehe sind die Söhne Gustav (1864–1913, Chemiker), Adolf Johann (1866–1941, Diplomat), Walter (1869–1947, Landrat), Helmuth (1870–1922, Landrat), Rüdiger (1875–1936, Offizier) und Erich Otto hervorgegangen.
Am 2. Januar 1863 wurde die Teerfarbenfabrik Meister Lucius & Co gegründet, aus der später das weltgrößte Chemieunternehmen Hoechst AG wurde. Brüning war als Technischer Direktor mit 25 Prozent am Gewinn beteiligt und avancierte 1864 zum Teilhaber, während August Müller schon bald wieder ausschied. Seit 1865 firmierte das Unternehmen als Farbwerke Meister Lucius & Brüning. Die ersten Produkte waren Anilin und Fuchsin.
Brünings wichtigste Entdeckung, das Fuchsinderivat Aldehydgrün, war der erste grüne Textilfarbstoff, der auch bei Gaslicht seinen Farbton behielt. Als es gelang, die französische Kaiserin Eugénie als Kundin zu gewinnen und an die Textilindustrie in Lyon große Mengen der Höchster Farbstoffe zu liefern, brachte dies den Durchbruch für das neu gegründete Unternehmen. 1869 brachten die Farbwerke das Alizarin auf den Markt, einen roten Farbstoff, der rasch zum erfolgreichsten Produkt der Farbwerke wurde. Brüning gelang es 1872, ein neues Herstellungsverfahren für das Fuchsin zu entwickeln, das ohne die giftige Arsensäure auskam.
Im Januar 1880 wandelten die Firmengründer das Unternehmen in eine Aktiengesellschaft, die Farbwerke vorm. Meister, Lucius & Brüning AG um. Unter diesem Namen bestanden die Farbwerke, bis sie 1925 in der I.G. Farbenindustrie AG aufgingen.
Brünings wissenschaftliche und wirtschaftliche Erfolge verschafften ihm rasch ein großes Vermögen, das er zu umfassendem sozialen und gesellschaftlichem Engagement nutzte. Er war ein Vorreiter auf dem Gebiet der Arbeitsorganisation, des Arbeitsschutzes und der betrieblichen Sozialfürsorge. 1873 erhielt er auf der Weltausstellung in Wien eine Goldmedaille für das Unternehmen. Er gründete 1874 die Hilfskasse für erkrankte Arbeiter, eine Betriebskrankenkasse, die auch die soziale Sicherung der Arbeiter und ihrer Angehörigen bei Unfall, Invalidität, Berufskrankheiten, Alter und Tod übernahm. Der von ihm veranlasste Werksärztliche Dienst war ein Pionier in der Erforschung von Berufskrankheiten. 1874 bis 1875 entstanden die ersten Arbeiterwohnungen in der Siedlung Seeacker. 1875 ließ er das Städtische Krankenhaus Höchst modernisieren und richtete 1879 die Kaiser-Wilhelm-Augusta-Stiftung ein, eine Pensionskasse für Höchster Arbeiter, die auch Hypothekendarlehen für den Hausbau gewährte.
Brüning gehörte dem Verein für Sozialpolitik und der Nationalliberalen Partei an. Als Mäzen der Frankfurter Künstlergesellschaft veranlasste er den Ankauf zahlreicher Kunstwerke und gründete 1877 den Mitteldeutschen Kunstgewerbeverein, dem er bis zu seinem Tod vorstand.
1877 bis 1882 finanzierte Brüning, der zur evangelisch-reformierten Kirche gehörte, den Bau der evangelischen Stadtkirche in Höchst, dem ersten evangelischen Kirchenbau im traditionell katholischen Höchst.
1874 bis 1881 vertrat Brüning den nassauischen Wahlkreis Höchst im Reichstag, wo er zum rechten Flügel der Nationalliberalen um Johannes von Miquel gehörte. Zusammen mit ihm entwarf Brüning 1884 das Heidelberger Programm, mit dem sich die Nationalliberalen der Politik Bismarcks annäherten. Er gehörte zu den Beratern Bismarcks bei der Ausarbeitung des Krankenversicherungsgesetzes vom 15. Juni 1883.
Brüning betätigte sich darüber hinaus auch als Zeitungsverleger. 1876 erwarb er die Frankfurter Presse und vereinigte sie 1880 mit dem Frankfurter Journal, der ältesten Zeitung Frankfurts. Am 6. Dezember 1882 gründete er zusammen mit Miquel und Hermann Fürst zu Hohenlohe-Langenburg in Frankfurt den Deutschen Kolonialverein, dessen Bestrebungen er mit großen Geldspenden förderte. Die Deutsche Colonial-Zeitung ließ er in seinen Druckereien herstellen.
Für seine Verdienste und Leistungen wurde er am 28. September 1883 in den preußischen Adelsstand erhoben.
1878 hatte er mit seiner Frau und den sechs Söhnen eine Villa in der Mainzer Landstraße 80 bezogen, später besaß er auch einen Landsitz in Bad Homburg vor der Höhe. Sein ältester Sohn Gustav von Brüning (1864–1913) wurde 1893 Nachfolger seines Vaters bei den Farbwerken Höchst.
Anfang 1884 erkrankte Brüning an einem Nierenleiden, das sich rasch verschlimmerte. Er starb am 21. April 1884 in Frankfurt am Main und wurde auf dem Hauptfriedhof begraben. Seine Frau Clara zog nach seinem Tod zurück nach Höchst, wo sie sich in vielfältiger Weise sozial engagierte. 1907 erwarb sie das Rote Haus und das verfallene Höchster Schloss mit den dazugehörigen Gärten und Befestigungsanlagen. Sie ließ das Anwesen historisch getreu wiederherstellen und öffnete die Grünanlagen für die Bevölkerung.
Zum Andenken an Adolf und Clara von Brüning benannte die Stadt Höchst die Grünanlage am Schloss und die angrenzende Straße in Brüningpark und Brüningstraße um. Brüningstraße ist heute noch die Postadresse des Industrieparks Höchst, der aus den einstigen Farbwerken hervorging. An Brüning erinnern außerdem der Brüningbrunnen auf dem Höchster Markt und ein von Norbert Schrödl gemaltes Porträt, das sich heute im Industriepark Höchst befindet.

## Genealogie
- Gothaisches Genealogisches Taschenbuch der Briefadeligen Häuser 1913. 7. Jg., Justus Perthes, Gotha 1912, S. 116.
- Gothaisches Genealogisches Taschenbuch der Adeligen Häuser. Alter Adel und Briefadel. 1921. 15. Jg., Justus Perthes, Gotha 1920, S. 97.